# Irenenring

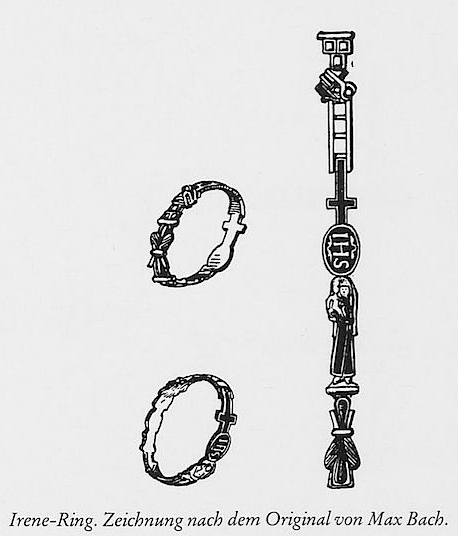
Irenenring, Zeichnung 1903

Der Irenenring war eine evangelische Kommunität für unverheiratete Frauen mit Sitz in Stuttgart. Gegründet wurde sie 1948 im württembergischen Lorch von Elisabeth Prager, Irmgard Stolt, Wilma Sommer und Irmela Hofmann. Die Kommunität wurde benannt nach dem angeblichen Ring der Königin Irene von Schwaben. Irene starb im Jahre 1208 und wurde als letzte aus dem Geschlecht der Staufer im Kloster Lorch beigesetzt.
Träger der Kommunität war der eingetragene Verein Irenenring der evangelischen Schwesternschaft e. V. Die Gemeinschaft hatte in den 1960er Jahren rund 70 Mitglieder, die nicht in Gemeinschaft lebten, sondern sich regelmäßig trafen. 2005 hatte die Gemeinschaft noch etwa 30 aktive Schwestern und wurde mit dem Abschied der langjährigen Leiterin Irene Kauffmann aufgelöst.
Die Schwestern der Kommunität wählten als Erkennungszeichen einen emaillierten Goldring, der nach dem angeblichen Schmuckstück Irenes gestaltet und benannt ist. Der Ring zeigt Maria, die Mutter Jesu Christi, und Leidenswerkzeuge der Passion: das Kreuz und eine Leiter, die Geißelruten, drei Würfel, mit denen die römischen Soldaten um das Gewand würfelten, Hammer und Zange sowie einen Blutstropfen. Darüber steht der Schriftzug IHS, Iesus Hominum Salvator – Jesus, Retter der Menschen. Der in Wirklichkeit aus dem 16. Jahrhundert stammende Originalring wurde im 19. Jahrhundert bei Abrissarbeiten im Kloster Lorch gefunden und ging im 20. Jahrhundert wieder verloren.